# Katarzyna Lubońska
Katarzyna Lubońska (ur. 5 sierpnia 1992 w Pile) – polska zawodniczka mieszanych sztuk walki (MMA) wagi muszej. W przeszłości walczyła dla takich organizacji jak: Fighters Arena, PLMMA, KSW czy FEN. 

## Kariera MMA
Katarzyna Lubońska zawodowy debiut w MMA rozpoczęła od zwycięskiej walki na gali Pro MMA Challenge w czerwcu 2014 roku. W listopadzie tego samego roku dopisała kolejne zwycięstwo na gali Fighters Arena 10, gdzie poddała dźwignią na staw łokciowy Ingę Kaledaite.
Rok później Lubońska podpisała kontrakt z Konfrontacją Sztuk Walki. Lubońska stoczyła dla polskiego giganta dwa przegrane pojedynki. 
W 2019 roku podpisała kontrakt z Fight Exclusive Night, gdzie w debiucie niejednogłośnie pokonała Izabelę Badurek. Kolejny pojedynek stoczyła na gali FEN 27 w Szczecinie, gdzie uległa Evie Dourthe.

## Lista walk w MMA

### Zawodowe
| Wynik     | Bilans | Przeciwnik (bilans przed walką) | Rozstrzygnięcie                             | Runda | Czas | Rozgrywki                            | Data       | Miejsce      | Uwagi                  |
| --------- | ------ | ------------------------------- | ------------------------------------------- | ----- | ---- | ------------------------------------ | ---------- | ------------ | ---------------------- |
| Przegrana | 7-3    | Eva Dourthe (4-3)               | Poddanie (duszenie gilotynowe)              | 1     | 4:17 | FEN 27: Rębecki vs. Magomedov        | 18.01.2020 | Szczecin     |                        |
| Wygrana   | 7-2    | Izabela Badurek (7-5)           | Decyzja (niejednogłośna)                    | 3     | 5:00 | FEN 25: Ostróda Fight Night          | 15.06.2019 | Ostróda      | Debiut w FEN.          |
| Wygrana   | 6-2    | Evelina Puidaitė (2-3)          | Decyzja (jednogłośna)                       | 3     | 5:00 | Ladies Fight Night 7                 | 15.12.2017 | Łódź         |                        |
| Wygrana   | 5-2    | Núbia Nascimento (2-2-1)        | Decyzja (niejednogłośna)                    | 3     | 5:00 | Ladies Fight Night 5                 | 08.04.2017 | Poznań       | Main Event             |
| Przegrana | 4-2    | Diana Belbiță (7-2)             | Decyzja (jednogłośna)                       | 3     | 5:00 | KSW 36: Trzy Korony                  | 01.10.2016 | Zielona Góra |                        |
| Wygrana   | 4-1    | Renáta Cseh-Lantos (3-3)        | Decyzja (jednogłośna)                       | 3     | 5:00 | PLMMA 68: Extreme Fight Cage 4       | 03.06.2016 | Łomża        | Co-Main Event          |
| Przegrana | 3-1    | Ariane da Silva (5-3)           | TKO (kopnięcie na tułów i ciosy w parterze) | 2     | 3:25 | KSW 33: Materla vs. Khalidov         | 28.11.2015 | Kraków       | Debiut w KSW.          |
| Wygrana   | 3-0    | Irén Rácz (4-3)                 | Poddanie (dźwignia na staw łokciowy)        | 1     | 2:04 | Gala Sportów Walki w Międzychodzie 6 | 17.10.2015 | Międzychód   | Co-Main Event          |
| Wygrana   | 2-0    | Inga Kaledaite (0-2)            | Poddanie (dźwignia na staw łokciowy)        | 1     | 4:20 | Fighters Arena 10                    | 22.11.2014 | Bełchatów    |                        |
| Wygrana   | 1-0    | Roksana Prucnal (0-0)           | Decyzja (jednogłośna)                       | 3     | 5:00 | Pro MMA Challenge 1                  | 27.06.2014 | Lublin       | Debiut w wadze muszej. |

### Amatorskie
| Wynik   | Bilans | Przeciwnik (bilans przed walką) | Rozstrzygnięcie       | Runda | Czas | Rozgrywki                                         | Data       | Miejsce | Uwagi                |
| ------- | ------ | ------------------------------- | --------------------- | ----- | ---- | ------------------------------------------------- | ---------- | ------- | -------------------- |
| Wygrana | 1-0-1  | Małgorzata Smaczniak (0-0)      | Decyzja (jednogłośna) | 2     | 3:00 | Wieczór Sportów Walki 7: Poznań vs. Reszta Polski | 16.11.2016 | Poznań  | Limit umowny -60 kg. |
| Remis   | 0-0-1  | Sylwia Juśkiewicz (0-0)         | Remis                 | 2     | 5:00 | XFS - Night of Champions 5                        | 20.10.2012 | Poznań  | Limit umowny -56 kg. |